# Tanytarsus waika
Tanytarsus waika är en tvåvingeart som beskrevs av Sanseverino, Wiedenbrug och Ernst Josef Fittkau 2003. Tanytarsus waika ingår i släktet Tanytarsus och familjen fjädermyggor. Inga underarter finns listade i Catalogue of Life.